# Stato di aggregazione (minerale)
Lo stato di aggregazione di un minerale è il suo modo di presentarsi all'analisi visiva.
La maggior parte dei campioni di minerali, infatti, non si presenta in cristalli singoli ben formati, ma piuttosto come aggregati di granuli più piccoli con morfologia da euedrale (delimitato da superfici geometriche regolari) a subedrale (con alcune facce cristalline) sino ad anedrale (privo di facce cristalline).
Questi aggregati cristallini vengono definiti con i seguenti termini descrittivi:
- Massivo, si applica a campioni di minerali del tutto privi di facce cristalline.
- Sfaldabile, si applica a campioni che mostrano una o più direzioni di sfaldatura ben sviluppate.
- Granulare, costituito da granuli di minerali approssimativamente della stessa dimensione. Questo termine si applica essenzialmente a minerali la cui granulometria varia da 2 a 10 millimetri. Se i granuli sono più grandi l'aggregato viene definito a grana grossa; se sono più piccoli, a grana fine.
- Compatto, applicato ad un campione di minerale a grana fine, tale che lo stato di aggregazione non sia risolvibile ad occhio nudo.
- Lamellare, costituito da strati quali le pagine di un libro.
- Foliato, costituito da straterelli o foglietti che possono essere separati come nella grafite o nella mica.
- Micaceo, applicato a minerali separabili con facilità in lamelle sottili, come nelle miche.
- Lanceolato, quando i singoli cristalli o granuli sono come lame appiattite o cristalli allungati appiattiti.
- Fibroso, indica la tendenza a cristallizzare in granuli a forma di ago o di fibre come in alcuni anfiboli o nell'amianto. Nei minerali asbestiformi le fibre sono separabili; cioè sono facili da dividere l'una dall'altra.
- Aciculare, dal latino acicula, piccolo ago; descrive un minerale a forma di ago.
- Raggiato o radiale, descrive un minerale in cui cristalli aciculari si irraggiano da un nucleo centrale.
- Dendritico, dal greco δὲνδρον, dèndron, albero; si applica ad un minerale che mostra una crescita con diramazioni successive.
- A bande, si applica ad un aggregato minerale in cui una singola specie può mostrare bande sottili e approssimativamente parallele (come nella malachite a bande) o in cui due o più minerali formano un concrescimento finemente stratificato (come nelle bande a selce ed ematite di alcune particolari formazioni ferrifere).
- Concentrico, con bande o strati disposti parallelamente l'uno sull'altro intorno ad uno o più centri (ad esempio come nella malachite).
- Mammellonare, dal latino mamma = mammella, con la forma esterna costituite da protuberanze piuttosto ampie ed arrotondate. Questa è la forma assunta frequentemente dall'ematite massiva o dalla goethite.
- Botrioidale o botroidale, dal greco βότρυς bòtrys, gruppo o grappolo d'uva. Le protuberanze arrotondate sono generalmente più piccole di quelle descritte come mammellonari. Forme botroidali sono comuni nella smithsonite, nel calcedonio e nella prehnite.
- Globulare, che ha la superficie costituita da piccole sfere o globuli.
- Reniforme, dal latino renis = rene; con una superficie esterna arrotondata, a forma di rene come alcuni esemplari di ematite massiva.
- Colloforme, dalla radice greca κόλλο, còllo, cementato, saldato; dato che non esiste una distinzione chiara ed univoca tra i termini mammellonare, botroidale, globulare e reniforme, il termine colloforme li racchiude tutti.
- Stalattitico, dal greco σταλακτός, stalaktòs, gocciolante; costituito da piccole stalattiti, che sono di forma conica o cilindrica, come quelle che si trovano frequentemente nei soffitti delle grotte.
- Concrezionato, che si raggruppa attorno ad un centro, come in concrezioni di carbonato di calcio in argille. Alcune concrezioni sono grossolanamente sferiche mentre altre hanno una grande varietà di forme.
- Geode, una cavità in roccia rivestita di minerali ma non riempita completamente. Le geodi possono esse a bande come nell'agata e si sono formate per deposizione successiva di materiale con la parte centrale comunemente occupata da cristalli che si proiettano nello spazio libero al centro.
- Oolitico, dal greco ῶον, òon, uovo; costituito da ooliti, che sono piccoli corpi accrezionari, rotondi od ovoidali che ricordano le uova di pesce. Questa tessitura è comune in alcuni campioni ricchi di ferro, formati da ematite e chiamati ferro oolitico.
- Pisolitico, dal greco πίσον pìson, pisello; la tessitura è simile a quella di un aggregato oolitico ma in qualche modo a grana più grossa. La bauxite, principale minerale di alluminio, è di solito pisolitica.